# 471 Papagena
471 Papagena è un asteroide della fascia principale del diametro medio di circa 134,19 km. Scoperto nel 1901, presenta un'orbita caratterizzata da un semiasse maggiore pari a 2,8856828 UA e da un'eccentricità di 0,2335226, inclinata di 14,98536° rispetto all'eclittica.
Il suo nome è dedicato all'omonimo personaggio dell'opera Il flauto magico di Mozart.